# Cardia (cité grecque)
Pour les articles homonymes, voir Cardia.

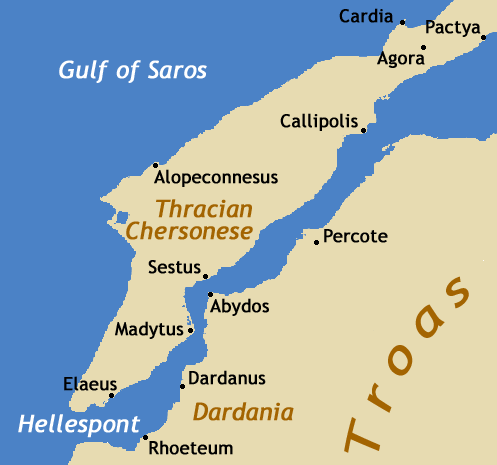
La Chersonèse de Thrace.

Cardia ou Cardie (en grec ancien Kαρδία / Kardia) est une cité grecque située sur le golfe Mélas (actuel golfe de Saros) en Chersonèse de Thrace, actuellement dans la partie européenne de la Turquie.

## Historique
Fondée au VIIe siècle av. J.-C. par des Ioniens venant des cités de Clazomènes et de Milet, Cardia est colonisée par Miltiade l'Ancien vers 550 av. J.-C. et sert de base navale à Athènes durant la guerre du Péloponnèse (431-404).
En 352, la cité conclut un traité d'amitié avec Philippe II. Par la suite, en 343, un conflit éclate entre les citoyens de Cardia et un contingent de clérouques athéniens menés par Diopithe, alors même que l'autonomie de la cité est garantie depuis 346. Philippe qui cherche à étendre sa domination en Thrace (région stratégique pour le commerce du blé) apporte son soutien à la cité, d'abord en proposant en vain son arbitrage, ensuite en envoyant une armée. En 342, Philippe obtient le ralliement de Cardia, malgré la résistance de Diopeithès, et installe le tyran Hécatée à la tête de la cité.
À la mort d'Alexandre le Grand en 323, la Thrace passe aux mains de Lysimaque qui étend par la suite sa domination sur les détroits hellespontiques ; la cité de Cardia est détruite en 309 pour peupler la cité voisine de Lysimacheia, nouvellement fondée par synœcisme.

## Personnalités
Cardia, qui dispose en sa qualité de colonie athénienne  de gymnases efficaces, est la cité d’origine de deux secrétaires d’élite du début de l'époque hellénistique :
- Eumène de Cardia, le chancelier d’Alexandre le Grand ;
- Hiéronymos de Cardia, l’historien des Diadoques[4].

## Sources
- Démosthène, Sur les affaires de la Chersonèse.